# Kleinhohn

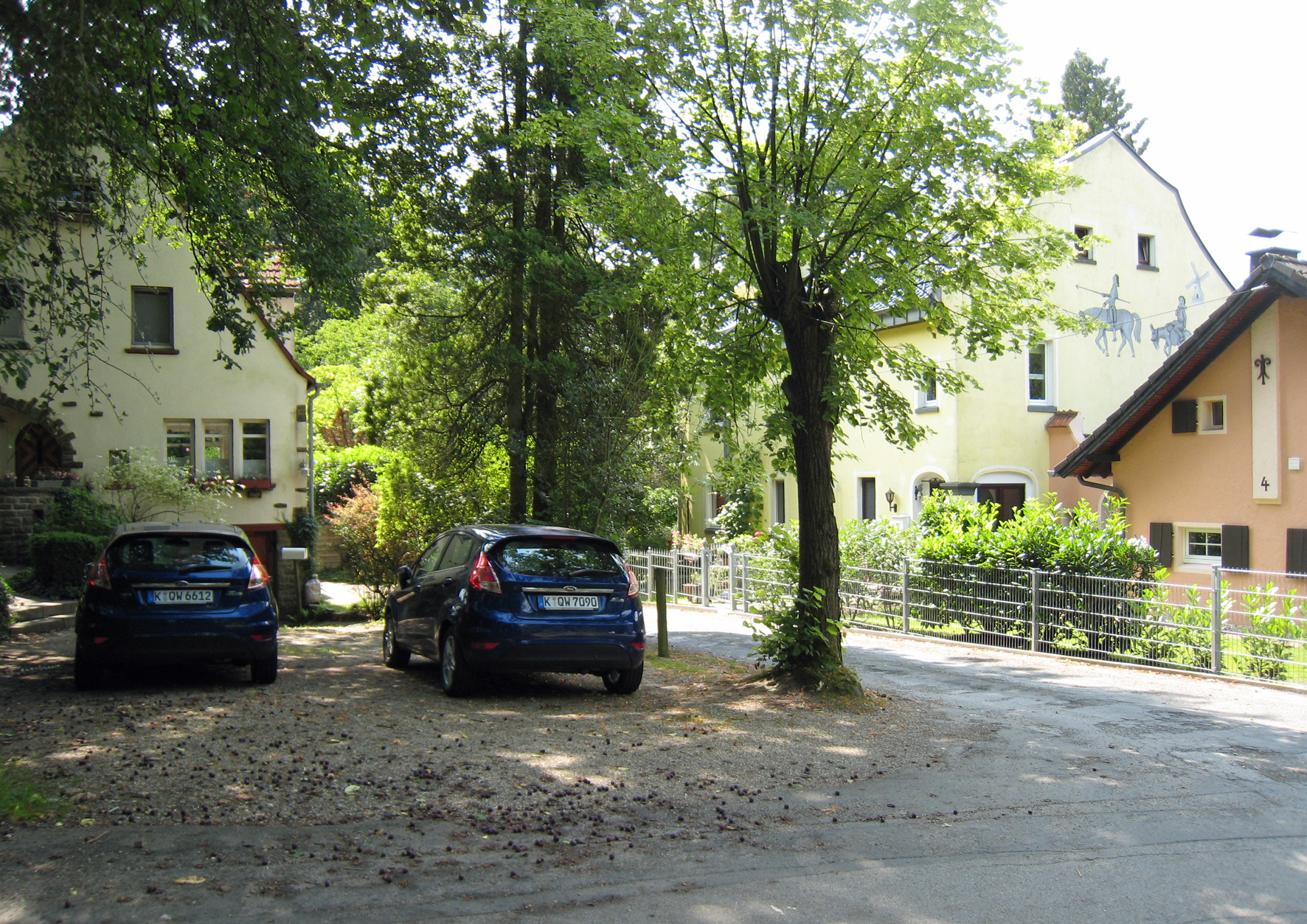
Ortsmitte von Kleinhohn

Kleinhohn ist ein Ortsteil im Stadtteil Moitzfeld von Bergisch Gladbach.

## Geschichte
Die hochmittelalterliche Siedlungsgründung Hohn zerfiel in zwei getrennte Siedlungskerne, die in der Frühen Neuzeit in Kleinhohn und Groß Hohn umbenannt wurden. Im Urkataster sind beide Namen bereits 1827 enthalten. Lehnsrechtlich unterstanden die beiden Güter Kleinhohn und Groß Hohn dem Lehnhof zu Sulsen (Immekeppel). Der Flurname hohn bedeutet ursprünglich einen eingezäunten Raum. Es handelt sich dabei also um eine Siedlung, die zu ihrem Schutz von einem Zaun oder einer Hecke umgeben ist.

## Bergbau
Ab der Mitte des 19. Jahrhunderts begann der industrielle Bergbau auf der Grube Weiß. Mit dem Grubenfeld Bergsegen hatte sie eine Lagerstätte, die sich in der Umgebung von Kleinhohn erstreckte.